# Goliathini
Tribu
Taxons de rang inférieur
- Coryphocerina
- Dicronocephalina
- Goliathina
- Ichnestomatina

Synonymes
- Goliathides Latreille, 1829
- Goliathina
- Heterorrhinina

Les Goliathini sont une tribu d'insectes coléoptères de la famille des Scarabaeidae et de la sous-famille des Cetoniinae.

## Liste des sous-tribus
Selon BioLib (12 mars 2023) :
- Coryphocerina Burmeister, 1842
- Dicronocephalina Krikken, 1984
- Goliathina Latreille, 1829
- Ichnestomatina Burmeister, 1842

## Genres de la sous-tribu des Goliathina
- Argyrophegges Kraatz, 18
- Fornasinius Bertoloni, 1853
- Goliathus Lamarck, 1801
- Hegemus J. Thomson, 1881
- Hypselogenia Burmeister, 1840